# Teresa Gąsiorkiewicz
Teresa Gąsiorkiewicz z domu Lachowska (ur. 19 lipca 1930 w Końskich, zm. 1 lipca 2012 w Myślenicach) – polska technik mechanik, poseł na Sejm PRL III i IV kadencji.

## Życiorys
Córka Edwarda i Marianny. Uzyskała wykształcenie średnie, z zawodu technik mechanik. Pracowała na stanowisku starszego technika w Kopalni Pirytu „Staszic” w Rudkach. Wstąpiła do Polskiej Zjednoczonej Partii Robotniczej. W 1961 i 1965 była wybierana na posła na Sejm PRL III i IV kadencji z okręgu Kielce. Przez dwie kadencje zasiadała w Komisji Przemysłu Ciężkiego, Chemicznego i Górnictwa.
Odznaczona Srebrnym Krzyżem Zasługi oraz Odznaką 1000-lecia Państwa Polskiego.
Pochowana na cmentarzu Prądnik Czerwony w Krakowie (kw. CXXVI/4/9).

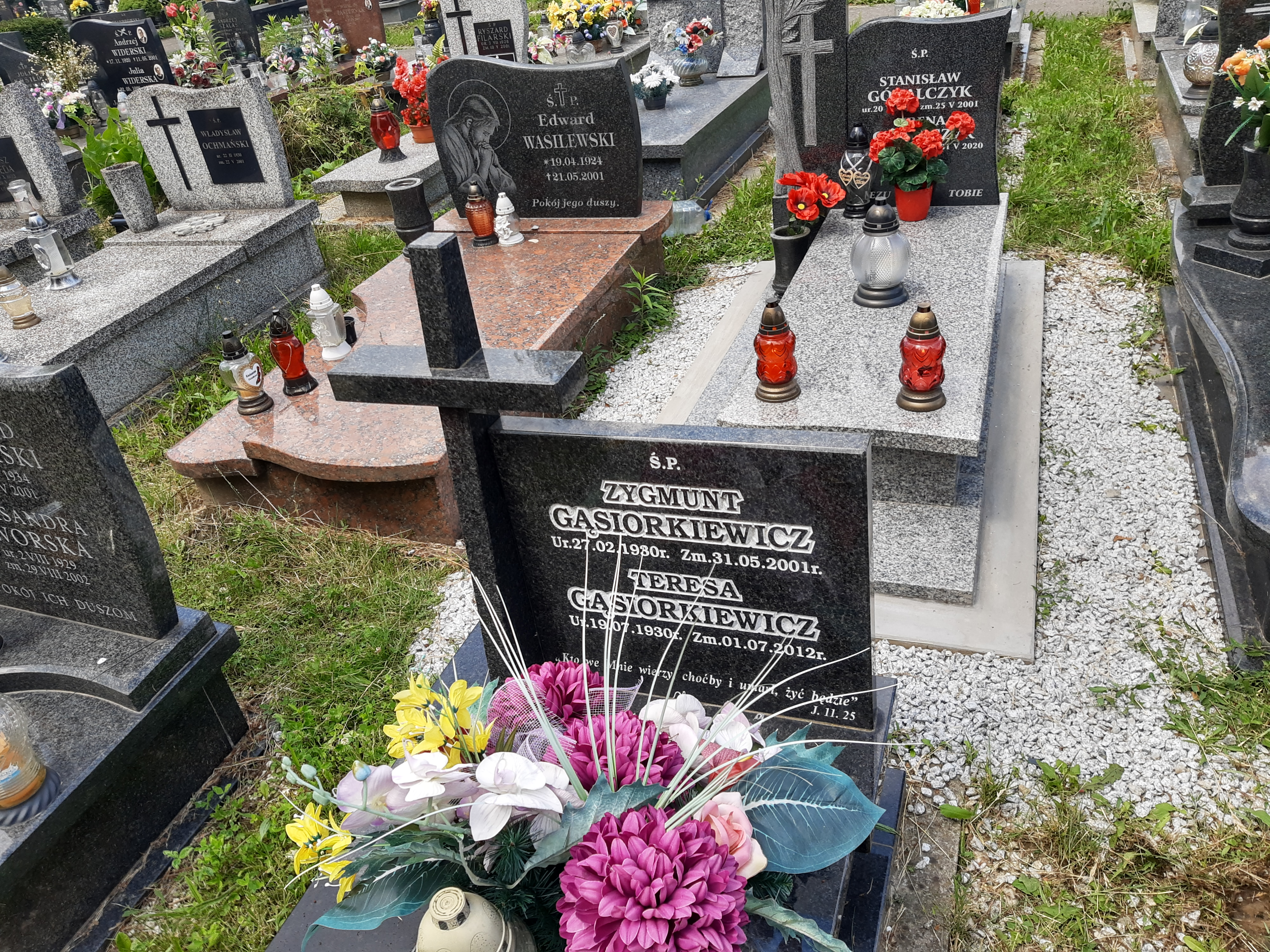
Grób Teresy Gąsiorkiewicz na Cmentarzu Prądnik Czerwony